# Grand Prix Włoch 1998

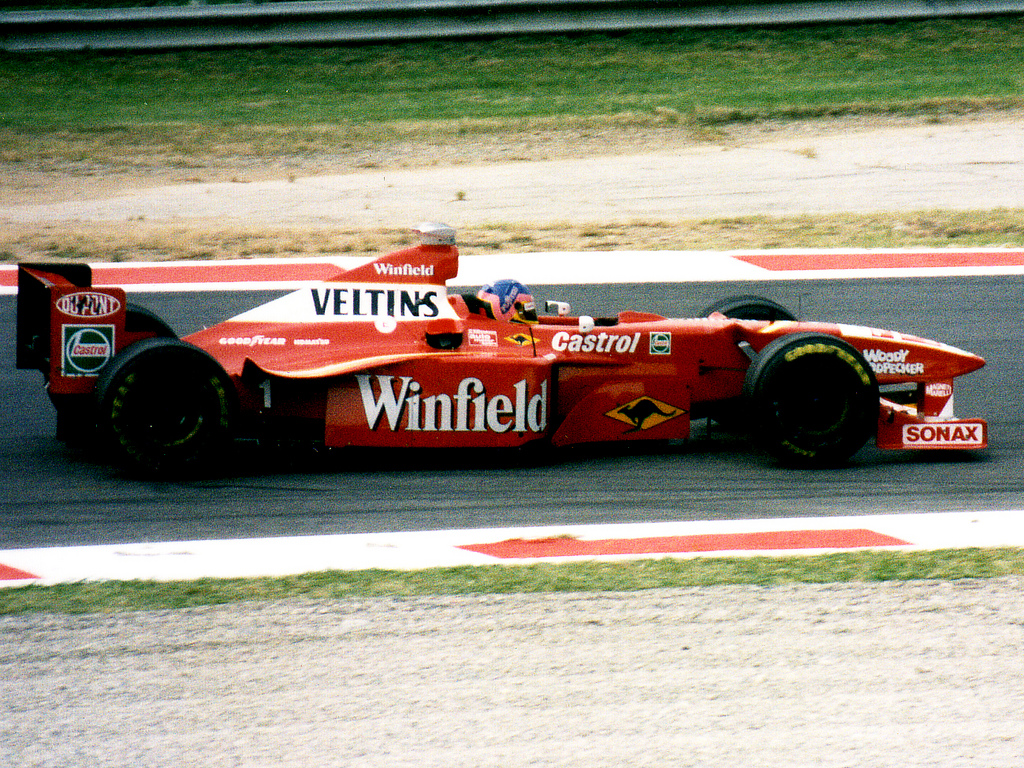
Jacques Villeneuve podczas Grand Prix Włoch 1998

Wyniki Grand Prix Włoch, czternastej rundy Mistrzostw Świata Formuły 1 w sezonie 1998.

## Lista startowa
| Nr | Kierowca              | Zespół                       | Samochód       | Silnik                | Opony |
| -- | --------------------- | ---------------------------- | -------------- | --------------------- | ----- |
| 1  | Jacques Villeneuve    | Winfield Williams            | Williams FW20  | Mecachrome 3,0l V10   | G     |
| 2  | Heinz-Harald Frentzen | Winfield Williams            | Williams FW20  | Mecachrome 3,0l V10   | G     |
| 3  | Michael Schumacher    | Scuderia Ferrari Marlboro    | Ferrari F300   | Ferrari 3,0l V10      | G     |
| 4  | Eddie Irvine          | Scuderia Ferrari Marlboro    | Ferrari F300   | Ferrari 3,0l V10      | G     |
| 5  | Giancarlo Fisichella  | Mild Seven Benetton Playlife | Benetton B198  | Playlife 3,0l V10     | B     |
| 6  | Alexander Wurz        | Mild Seven Benetton Playlife | Benetton B198  | Playlife 3,0l V10     | B     |
| 7  | David Coulthard       | West McLaren Mercedes        | McLaren MP4/13 | Mercedes 3,0l V10     | B     |
| 8  | Mika Häkkinen         | West McLaren Mercedes        | McLaren MP4/13 | Mercedes 3,0l V10     | B     |
| 9  | Damon Hill            | Benson & Hedges Jordan       | Jordan 198     | Mugen-Honda 3,0l V10  | G     |
| 10 | Ralf Schumacher       | Benson & Hedges Jordan       | Jordan 198     | Mugen-Honda 3,0l V10  | G     |
| 11 | Olivier Panis         | Gauloises Prost Peugeot      | Prost AP01     | Peugeot 3,0l V10      | B     |
| 12 | Jarno Trulli          | Gauloises Prost Peugeot      | Prost AP01     | Peugeot 3,0l V10      | B     |
| 14 | Jean Alesi            | Red Bull Sauber Petronas     | Sauber C17     | Petronas 3,0l V10     | G     |
| 15 | Johnny Herbert        | Red Bull Sauber Petronas     | Sauber C17     | Petronas 3,0l V10     | G     |
| 16 | Pedro Diniz           | Danka Zepter Arrows          | Arrows A19     | Arrows 3,0l V10       | B     |
| 17 | Mika Salo             | Danka Zepter Arrows          | Arrows A19     | Arrows 3,0l V10       | B     |
| 18 | Rubens Barrichello    | HSBC Stewart Ford            | Stewart SF2    | Ford Zetec-R 3,0l V10 | B     |
| 19 | Jos Verstappen        | HSBC Stewart Ford            | Stewart SF2    | Ford Zetec-R 3,0l V10 | B     |
| 20 | Ricardo Rosset        | PIAA Tyrrell                 | Tyrrell 026    | Ford Zetec-R 3,0l V10 | G     |
| 21 | Toranosuke Takagi     | PIAA Tyrrell                 | Tyrrell 026    | Ford Zetec-R 3,0l V10 | G     |
| 22 | Shinji Nakano         | Fondmetal Minardi Team       | Minardi M198   | Ford Zetec-R 3,0l V10 | B     |
| 23 | Esteban Tuero         | Fondmetal Minardi Team       | Minardi M198   | Ford Zetec-R 3,0l V10 | B     |
| Nr | Kierowca              | Zespół                       | Samochód       | Silnik                | Opony |

## Kwalifikacje
| P  | Nr | Kierowca              | Konstruktor(-silnik) | Opony | Czas     | Odstęp   | Strata   |
| -- | -- | --------------------- | -------------------- | ----- | -------- | -------- | -------- |
| 1  | 3  | Michael Schumacher    | Ferrari              | G     | 1:25.289 | -        | -        |
| 2  | 1  | Jacques Villeneuve    | Williams-Mecachrome  | G     | 1:25.561 | 0:00.272 | 0:00.272 |
| 3  | 8  | Mika Häkkinen         | McLaren-Mercedes     | B     | 1:25.679 | 0:00.118 | 0:00.390 |
| 4  | 7  | David Coulthard       | McLaren-Mercedes     | B     | 1:25.987 | 0:00.308 | 0:00.698 |
| 5  | 4  | Eddie Irvine          | Ferrari              | G     | 1:26.159 | 0:00.172 | 0:00.870 |
| 6  | 10 | Ralf Schumacher       | Jordan-Mugen-Honda   | G     | 1:26.309 | 0:00.150 | 0:01.020 |
| 7  | 6  | Alexander Wurz        | Benetton-Playlife    | B     | 1:26.567 | 0:00.258 | 0:01.278 |
| 8  | 14 | Jean Alesi            | Sauber-Petronas      | G     | 1:26.637 | 0:00.070 | 0:01.348 |
| 9  | 11 | Olivier Panis         | Prost-Peugeot        | B     | 1:26.681 | 0:00.044 | 0:01.392 |
| 10 | 12 | Jarno Trulli          | Prost-Peugeot        | B     | 1:26.794 | 0:00.113 | 0:01.505 |
| 11 | 5  | Giancarlo Fisichella  | Benetton-Playlife    | B     | 1:26.817 | 0:00.023 | 0:01.528 |
| 12 | 2  | Heinz-Harald Frentzen | Williams-Mecachrome  | G     | 1:26.836 | 0:00.019 | 0:01.547 |
| 13 | 18 | Rubens Barrichello    | Stewart-Ford         | B     | 1:27.247 | 0:00.411 | 0:01.958 |
| 14 | 9  | Damon Hill            | Jordan-Mugen-Honda   | G     | 1:27.362 | 0:00.115 | 0:02.073 |
| 15 | 15 | Johnny Herbert        | Sauber-Petronas      | G     | 1:27.510 | 0:00.148 | 0:02.221 |
| 16 | 17 | Mika Salo             | Arrows               | B     | 1:27.744 | 0:00.234 | 0:02.455 |
| 17 | 19 | Jos Verstappen        | Stewart-Ford         | B     | 1:28.286 | 0:00.542 | 0:02.997 |
| 18 | 20 | Ricardo Rosset        | Tyrrell-Ford         | G     | 1:28.286 | 0:00.000 | 0:02.997 |
| 19 | 21 | Toranosuke Takagi     | Tyrrell-Ford         | G     | 1:28.346 | 0:00.060 | 0:03.057 |
| 20 | 16 | Pedro Diniz           | Arrows               | B     | 1:28.387 | 0:00.041 | 0:03.098 |
| 21 | 22 | Shinji Nakano         | Minardi-Ford         | B     | 1:29.101 | 0:00.714 | 0:03.812 |
| 22 | 23 | Esteban Tuero         | Minardi-Ford         | B     | 1:29.417 | 0:00.316 | 0:04.128 |
| P  | Nr | Kierowca              | Konstruktor(-silnik) | Opony | Czas     | Odstęp   | Strata   |

## Wyścig
| Legenda oznaczeń w tabelach wyników Wyświetl szablon na nowej stronie | Legenda oznaczeń w tabelach wyników Wyświetl szablon na nowej stronie                                                                     |
| Oznaczenie                                                            | Wyjaśnienie |
| --------------------------------------------------------------------- | --- |
| Złoty                                                                 | Zwycięzca lub mistrzostwo |
| Srebrny                                                               | 2. miejsce lub wicemistrzostwo |
| Brązowy                                                               | 3. miejsce lub II wicemistrzostwo |
| Zielony                                                               | Ukończył, punktował (w klasyfikacji generalnej, gdy zdobył co najmniej jeden punkt na przestrzeni sezonu, poza trzema powyższymi opcjami) |
| Niebieski                                                             | Ukończył, nie punktował (w klasyfikacji generalnej, gdy nie zdobył co najmniej jednego punktu na przestrzeni sezonu)                      |
| Czerwony                                                              | Nie zakwalifikował się (NZ) |
| Czerwony                                                              | Nie prekwalifikował się (NPK) |
| Różowy                                                                | Nie ukończył (NU) |
| Różowy                                                                | Niesklasyfikowany (NS) (w klasyfikacji generalnej, gdy nie został sklasyfikowany w żadnym wyścigu sezonu)                                 |
| Czarny                                                                | Zdyskwalifikowany (DK) |
| Czarny                                                                | Wykluczony (WYK/EX) |
| Biały                                                                 | Nie wystartował (NW) |
| Biały                                                                 | Kontuzjowany (K/INJ) |
| Biały                                                                 | Wyścig odwołany (OD/C) |
| Bez koloru                                                            | Został wycofany (WYC/WD) |
| Bez koloru                                                            | Nie przybył (NP/DNA) |
| Bez koloru                                                            | Nie brał udziału w treningach (NT/DNP) |
| Bez koloru                                                            | Nie został zgłoszony (–) |
| Pogrubienie                                                           | Start z pole position |
| Kursywa                                                               | Najszybsze okrążenie wyścigu |
| †                                                                     | Nie ukończył, ale jego rezultat został zaliczony ze względu na przejechanie więcej niż 90% dystansu wyścigu.                              |
| *                                                                     | Sezon w trakcie |
| 1/2/3                                                                 | Punktowana pozycja w sprincie kwalifikacyjnym                                                                                             |
| Lista systemów punktacji Formuły 1                                    | |

| P                 | Nr | Kierowca | Konstruktor           | Opony               | Okr. | Czas / Strata | Komentarz              |                 |
| ----------------- | -- | -------- | --------------------- | ------------------- | ---- | ------------- | ---------------------- | --------------- |
| 1                 |    | 3        | Michael Schumacher    | Ferrari             | G    | 53            | 1h17m09s672            |                 |
| 2                 |    | 4        | Eddie Irvine          | Ferrari             | G    | 53            | 1h17m47s649(+0:37.977) |                 |
| 3                 |    | 10       | Ralf Schumacher       | Jordan-Mugen-Honda  | G    | 53            | 1h17m50s824(+0:41.152) |                 |
| 4                 |    | 8        | Mika Häkkinen         | McLaren-Mercedes    | B    | 53            | 1h18m05s343(+0:55.671) |                 |
| 5                 |    | 14       | Jean Alesi            | Sauber-Petronas     | G    | 53            | 1h18m11s544(+1:01.872) |                 |
| 6                 |    | 9        | Damon Hill            | Jordan-Mugen-Honda  | G    | 53            | 1h18m16s360(+1:06.688) |                 |
| 7                 |    | 2        | Heinz-Harald Frentzen | Williams-Mecachrome | G    | 52            | - 1 okr.               |                 |
| 8                 |    | 5        | Giancarlo Fisichella  | Benetton-Playlife   | B    | 52            | - 1 okr.               |                 |
| 9                 |    | 21       | Toranosuke Takagi     | Tyrrell-Ford        | G    | 52            | - 1 okr.               |                 |
| 10                |    | 18       | Rubens Barrichello    | Stewart-Ford        | B    | 52            | - 1 okr.               |                 |
| 11                |    | 23       | Esteban Tuero         | Minardi-Ford        | B    | 51            | - 2 okr.               |                 |
| 12                |    | 20       | Ricardo Rosset        | Tyrrell-Ford        | G    | 51            | - 2 okr.               |                 |
| 13                |    | 12       | Jarno Trulli          | Prost-Peugeot       | B    | 50            | - 3 okr.               |                 |
| Niesklasyfikowani |    |          |                       |                     |      |               |                        |                 |
|                   |    | 19       | Jos Verstappen        | Stewart-Ford        | B    | 39            | - 14 okr.              | skrzynia biegów |
|                   |    | 1        | Jacques Villeneuve    | Williams-Mecachrome | G    | 37            | - 16 okr.              | poślizg         |
|                   |    | 17       | Mika Salo             | Arrows              | B    | 32            | - 21 okr.              | przepustnica    |
|                   |    | 6        | Alexander Wurz        | Benetton-Playlife   | B    | 24            | - 29 okr.              | skrzynia biegów |
|                   |    | 7        | David Coulthard       | McLaren-Mercedes    | B    | 16            | - 37 okr.              | silnik          |
|                   |    | 11       | Olivier Panis         | Prost-Peugeot       | B    | 15            | - 38 okr.              | wibracje        |
|                   |    | 22       | Shinji Nakano         | Minardi-Ford        | B    | 13            | - 40 okr.              | silnik          |
|                   |    | 15       | Johnny Herbert        | Sauber-Petronas     | G    | 12            | - 41 okr.              | poślizg         |
|                   |    | 16       | Pedro Diniz           | Arrows              | B    | 10            | - 43 okr.              | poślizg         |
| P                 | Nr | Kierowca | Konstruktor           | Opony               | Okr. | Czas / Strata | Komentarz              |                 |

## Najszybsze okrążenia
| P  | Nr | Kierowca              | Konstruktor         | Opony | Okr. | Czas     | Odstęp   | Strata   |
| -- | -- | --------------------- | ------------------- | ----- | ---- | -------- | -------- | -------- |
| 1  | 8  | Mika Häkkinen         | McLaren-Mercedes    | B     | 45   | 1:25.139 | -        | -        |
| 2  | 3  | Michael Schumacher    | Ferrari             | G     | 25   | 1:25.483 | 0:00.344 | 0:00.344 |
| 3  | 7  | David Coulthard       | McLaren-Mercedes    | B     | 14   | 1:25.959 | 0:00.476 | 0:00.820 |
| 4  | 10 | Ralf Schumacher       | Jordan-Mugen-Honda  | G     | 49   | 1:26.194 | 0:00.235 | 0:01.055 |
| 5  | 12 | Jarno Trulli          | Prost-Peugeot       | B     | 50   | 1:26.285 | 0:00.091 | 0:01.146 |
| 6  | 4  | Eddie Irvine          | Ferrari             | G     | 48   | 1:26.359 | 0:00.074 | 0:01.220 |
| 7  | 1  | Jacques Villeneuve    | Williams-Mecachrome | G     | 29   | 1:26.479 | 0:00.120 | 0:01.340 |
| 8  | 2  | Heinz-Harald Frentzen | Williams-Mecachrome | G     | 40   | 1:26.656 | 0:00.177 | 0:01.517 |
| 9  | 5  | Giancarlo Fisichella  | Benetton-Playlife   | B     | 41   | 1:26.659 | 0:00.003 | 0:01.520 |
| 10 | 9  | Damon Hill            | Jordan-Mugen-Honda  | G     | 52   | 1:26.730 | 0:00.071 | 0:01.591 |
| 11 | 14 | Jean Alesi            | Sauber-Petronas     | G     | 52   | 1:26.840 | 0:00.110 | 0:01.701 |
| 12 | 6  | Alexander Wurz        | Benetton-Playlife   | B     | 24   | 1:27.620 | 0:00.780 | 0:02.481 |
| 13 | 21 | Toranosuke Takagi     | Tyrrell-Ford        | G     | 46   | 1:27.726 | 0:00.106 | 0:02.587 |
| 14 | 18 | Rubens Barrichello    | Stewart-Ford        | B     | 46   | 1:27.770 | 0:00.044 | 0:02.631 |
| 15 | 17 | Mika Salo             | Arrows              | B     | 25   | 1:27.866 | 0:00.096 | 0:02.727 |
| 16 | 11 | Olivier Panis         | Prost-Peugeot       | B     | 10   | 1:28.395 | 0:00.529 | 0:03.256 |
| 17 | 19 | Jos Verstappen        | Stewart-Ford        | B     | 32   | 1:28.583 | 0:00.188 | 0:03.444 |
| 18 | 15 | Johnny Herbert        | Sauber-Petronas     | G     | 10   | 1:29.092 | 0:00.509 | 0:03.953 |
| 19 | 23 | Esteban Tuero         | Minardi-Ford        | B     | 51   | 1:29.093 | 0:00.001 | 0:03.954 |
| 20 | 16 | Pedro Diniz           | Arrows              | B     | 9    | 1:29.124 | 0:00.031 | 0:03.985 |
| 21 | 20 | Ricardo Rosset        | Tyrrell-Ford        | G     | 50   | 1:29.393 | 0:00.269 | 0:04.254 |
| 22 | 22 | Shinji Nakano         | Minardi-Ford        | B     | 13   | 1:29.853 | 0:00.460 | 0:04.714 |
| P  | Nr | Kierowca              | Konstruktor         | Opony | Okr  | Czas     | Odstęp   | Strata   |

## Klasyfikacja po wyścigu

### Kierowcy
| P  | +/− | Kierowca              | Starty | Punkty | P1 | P2 | P3 | PP | NO | NS |
| -- | --- | --------------------- | ------ | ------ | -- | -- | -- | -- | -- | -- |
| 1  | 0   | Mika Häkkinen         | 14     | 80     | 6  | 2  | 1  | 9  | 5  | 3  |
| 2  | 0   | Michael Schumacher    | 14     | 80     | 6  | 1  | 3  | 1  | 5  | 2  |
| 3  | 0   | David Coulthard       | 14     | 48     | 1  | 6  | -  | 3  | 3  | 4  |
| 4  | 0   | Eddie Irvine          | 14     | 38     | -  | 2  | 5  | -  | -  | 3  |
| 5  | 0   | Jacques Villeneuve    | 14     | 20     | -  | -  | 2  | -  | -  | 3  |
| 6  | +1  | Damon Hill            | 14     | 17     | 1  | -  | -  | -  | -  | 5  |
| 7  | −-1 | Alexander Wurz        | 14     | 17     | -  | -  | -  | -  | 1  | 4  |
| 8  | 0   | Giancarlo Fisichella  | 14     | 15     | -  | 2  | -  | 1  | -  | 5  |
| 9  | +1  | Ralf Schumacher       | 14     | 14     | -  | 1  | 1  | -  | -  | 5  |
| 10 | −-1 | Heinz-Harald Frentzen | 14     | 13     | -  | -  | 1  | -  | -  | 4  |
| 11 | 0   | Jean Alesi            | 14     | 9      | -  | -  | 1  | -  | -  | 4  |
| 12 | 0   | Rubens Barrichello    | 14     | 4      | -  | -  | -  | -  | -  | 9  |
| 13 | 0   | Mika Salo             | 14     | 3      | -  | -  | -  | -  | -  | 10 |
| 14 | 0   | Pedro Diniz           | 14     | 3      | -  | -  | -  | -  | -  | 9  |
| 15 | 0   | Johnny Herbert        | 14     | 1      | -  | -  | -  | -  | -  | 7  |
| 16 | 0   | Jarno Trulli          | 14     | 1      | -  | -  | -  | -  | -  | 8  |
| 17 | 0   | Jan Magnussen         | 7      | 1      | -  | -  | -  | -  | -  | 4  |
| 18 | 0   | Shinji Nakano         | 14     | -      | -  | -  | -  | -  | -  | 5  |
| 19 | +1  | Esteban Tuero         | 14     | -      | -  | -  | -  | -  | -  | 10 |
| 20 | −-1 | Ricardo Rosset        | 10     | -      | -  | -  | -  | -  | -  | 6  |
| 21 | 0   | Toranosuke Takagi     | 14     | -      | -  | -  | -  | -  | -  | 7  |
| 22 | 0   | Olivier Panis         | 14     | -      | -  | -  | -  | -  | -  | 8  |
| 23 | 0   | Jos Verstappen        | 7      | -      | -  | -  | -  | -  | -  | 5  |
| P  | +/− | Kierowca              | Starty | Punkty | P1 | P2 | P3 | PP | NO | NS |

### Konstruktorzy
| P  | +/− | Konstruktor         | Starty | Punkty | P1 | P2 | P3 | PP | NO | NS |
| -- | --- | ------------------- | ------ | ------ | -- | -- | -- | -- | -- | -- |
| 1  | 0   | McLaren-Mercedes    | 28     | 128    | 7  | 8  | 1  | 12 | 8  | 7  |
| 2  | 0   | Ferrari             | 28     | 118    | 6  | 3  | 8  | 1  | 5  | 5  |
| 3  | 0   | Williams-Mecachrome | 28     | 33     | -  | -  | 3  | -  | -  | 7  |
| 4  | 0   | Benetton-Playlife   | 28     | 32     | -  | 2  | -  | 1  | 1  | 9  |
| 5  | 0   | Jordan-Mugen-Honda  | 28     | 31     | 1  | 1  | 1  | -  | -  | 10 |
| 6  | 0   | Sauber-Petronas     | 28     | 10     | -  | -  | 1  | -  | -  | 11 |
| 7  | 0   | Arrows              | 28     | 6      | -  | -  | -  | -  | -  | 19 |
| 8  | 0   | Stewart-Ford        | 28     | 5      | -  | -  | -  | -  | -  | 18 |
| 9  | 0   | Prost-Peugeot       | 28     | 1      | -  | -  | -  | -  | -  | 16 |
| 10 | 0   | Minardi-Ford        | 28     | -      | -  | -  | -  | -  | -  | 15 |
| 11 | 0   | Tyrrell-Ford        | 24     | -      | -  | -  | -  | -  | -  | 13 |
| P  | +/− | Konstruktor         | Starty | Punkty | P1 | P2 | P3 | PP | NO | NS |